# بیاساین
بیاساین (به اسپانیایی: Beasain) یک منطقهٔ مسکونی در اسپانیا است که در Goierri واقع شده‌است. بیاساین ۳۰٫۰۲ کیلومتر مربع مساحت دارد.